# Dederkoi
Dederkoi (del ruso: Дедеркой) es un seló del raión de Tuapsé del krai de Krasnodar, en el sur de Rusia. Está situado en las estribaciones del Cáucaso Occidental, en la desembocadura del arroyo Dede en la orilla nororiental del mar Negro, 6 km al sureste de Tuapsé y 110 km al sur de Krasnodar, la capital del krai. Tenía 742 habitantes en 2010.
Pertenece al municipio Shepsinskoye.

## Historia
El seló fue registrado el 26 de abril de 1923 como parte del volost Veliaminovski del raión de Tuapsé del ókrug del Mar Negro del óblast de Kubán-Mar Negro. El 1 de enero de 1987 contaba con 503 habitantes.

## Economía y transporte
La localidad es un centro turístico.
Cuenta con una plataforma ferroviaria en la línea Tuapsé-Ádler. Por la localidad pasa la carretera federal M27 Novorosíisk-frontera abjasa.